# Dorcatoma chrysomelina
Dorcatoma chrysomelina är en skalbaggsart som beskrevs av Sturm 1837. Dorcatoma chrysomelina ingår i släktet Dorcatoma, och familjen trägnagare. Arten är reproducerande i Sverige.